# SIG Sauer P245
SIG Sauer P245 — самозарядний пістолет, розроблений швейцарсько-німецькою компанією SIGARMS (SIG Sauer) у 1998 році. Пістолет був спеціально розроблений інженерами SIGARMS для продажу на американському ринку зброї.
Пістолет є компактним варіантом популярного повнорозмірного SIG Sauer P220. З 1998 року цей пістолет виробляється німецьким підрозділом компанії SIG Sauer — Sauer & Sohn.

## Історія
Компактний самозарядний пістолет SIG Sauer P245, який базується на SIG Sauer P220, спеціально створювався компанією SIGARMS для американського цивільного ринку зброї, як модель для прихованого носіння. SIG Sauer P245 орієнтований як на звичайних громадян, які купують цю модель в цілях самооборони, так і для співробітників правоохоронних органів, які працюють «під прикриттям».
При створенні цього пістолета (розроблений в 1998 році) компанія-виробник Sauer & Sohn намагалась покращити його ергономіку для більш зручного прихованого носіння. Основними відмінностями пістолета від моделі P220 є менші габарити, згладжені кути затвора-кожуха, низьке руків'я, яке забезпечує зручність при прихованому носінні.

## Конструкція
Ударно-спусковий механізм подвійної дії працює плавно, хід спускового гачка рівний і легкий. При роботі пістолета з самозведенням зусилля спуску складає 4,5 кг, що не дуже багато, як по сучасним стандартам. Зусилля спуску в режимі одинарної дії — 2 кг. Безпека використання зброї забезпечується автоматичним запобіжником ударника, який блокує його до повного проходження ходу спускового гачка під дією пальця стрільця. Як і інші моделі компанії SIG Sauer, SIG Sauer P245 має важіль безпечного спуску курка з бойового зводу.
Зброя, традиційно для SIG Sauer, відрізняється високою якістю деталей і надійністю конструкції, проте, в той же час, має доволі високу вартість (близько $800).